# Solanum pertenue
Solanum pertenue là loài thực vật có hoa trong họ Cà. Loài này được Standl. & C.V. Morton miêu tả khoa học đầu tiên năm 1938.